# Мохамед Хабіб Насер
Мохамед Хабіб Насер Мохамед (араб. محمد حبيب ناصر محمد, нар. 7 лютого 2001), відомий як Мохамед Мохамед або Мохамед Хабіб Насер — бахрейнський гандболіст Аль-Наджми та національної збірної Бахрейну. Брав участь у літніх Олімпійських іграх 2020 року.